# Barreirinhas (kommun)
Barreirinhas är en kommun i Brasilien.   Den ligger i delstaten Maranhão, i den nordöstra delen av landet, 1 600 km norr om huvudstaden Brasília. Antalet invånare är 54 991.
Följande samhällen finns i Barreirinhas:
- Barreirinhas
- Atins

Omgivningarna runt Barreirinhas är huvudsakligen savann. Runt Barreirinhas är det glesbefolkat, med 14 invånare per kvadratkilometer.